# Carex hermannii
Carex hermannii är en halvgräsart som beskrevs av Cochrane. Carex hermannii ingår i släktet starrar, och familjen halvgräs. Inga underarter finns listade i Catalogue of Life.